# 나마즈타 다이요
나마즈타 다이요(일본어: 鯰田 太陽, 1999년 4월 13일~)는 일본의 축구 선수이다.

## 구단 경력
그는 2021년 J3리그의 가마타마레 사누키에 입단했다. 2023년까지 27경기에 출전.